# Miłość

Symbol serca jako symbol miłości

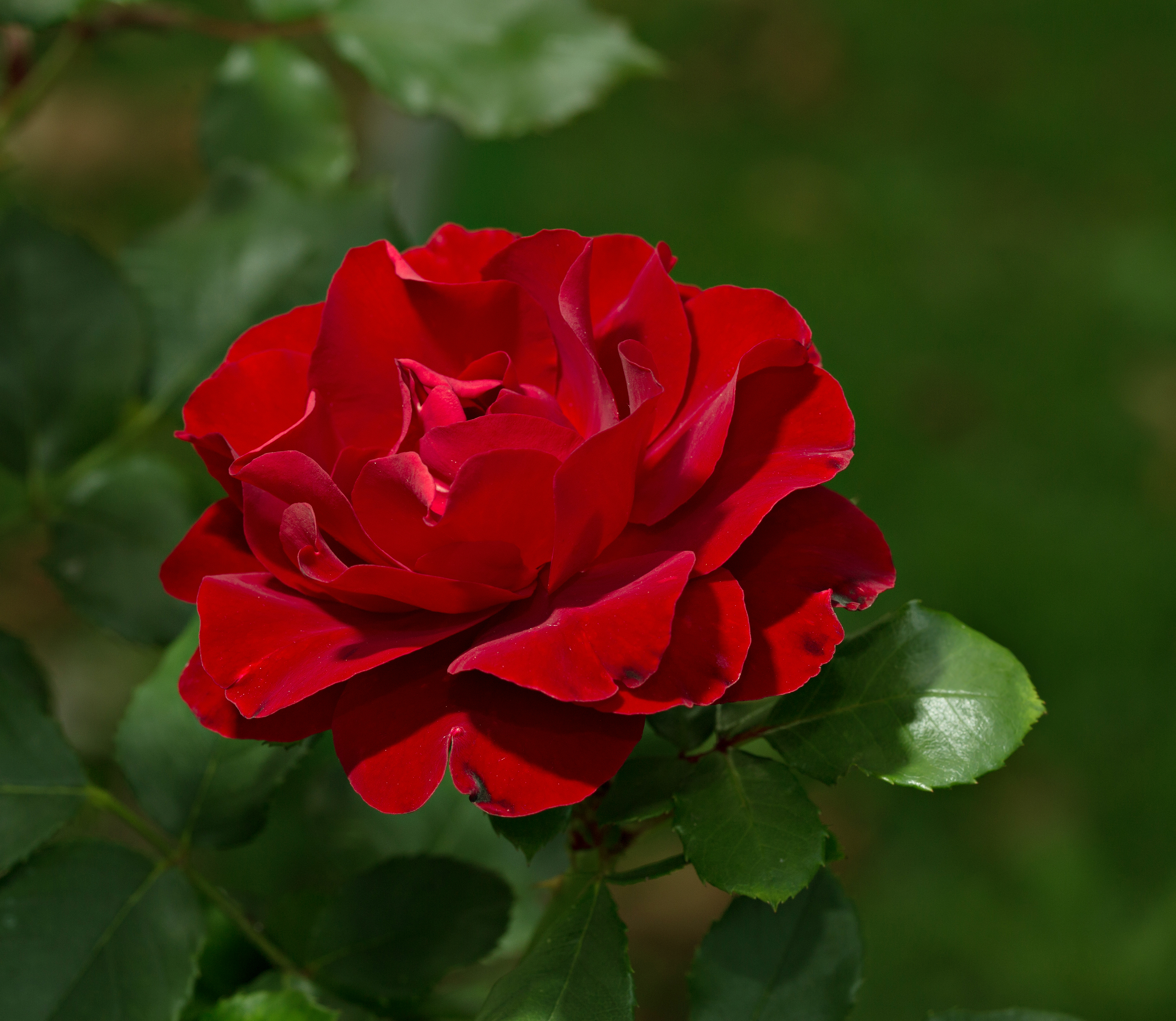
Kwiatem symbolizującym uczucie miłości jest czerwona róża

Miłość – uczucie, typ relacji międzyludzkich, zachowań, postaw. Często jest inspiracją dla dzieł literackich lub malarstwa. Stanowi ważny aspekt psychologii, filozofii (zob. hasło „filozofia miłości”) i religii.
W chrześcijaństwie definiowana jest jako „dążenie bytu do dobra”, uważana jest za najważniejszą cnotę (1 Kor 13,13) oraz sens życia człowieka.

## Etymologia

### Język polski
Rzeczownik miłość w tekstach z XIV i XV wieku miał znaczenie „litość, miłosierdzie”, które równolegle występowało do sensu „łaskawość, łaska, przychylność”. Wyraz pochodzi od prasłowiańskiego słowa milostь, którego sens ogólnosłowiański to ‘litość’. Ta dawna forma z kolei pochodzi od imiesłowu miły czasownika mijać. Pierwotnie zadiektywizowany miły oznaczał „godnego litości”, a czasownik mijać w swej danej postaci mei niósł sens „mijać kogoś; przechodzić, nie atakując”. Zatem dawny miły, czyli meilos to taki, którego „można minąć (spokojnie); przejść obok, nie dobywając broni”.

## Kwestie terminologiczne
Pojęcie miłości jest trudne do jednoznacznej interpretacji. Posługiwali się nim zarówno filozofowie greccy, Kościół, jak i wiele innych.

### Agape
Agape (od (stgr.) ἀγάπη) to rodzaj miłości bezinteresownej, opierającej się na altruizmie i duchowej więzi, często motywowanej religijnie. Nazywana jest także „miłością oddania”.
- Agape w chrześcijaństwie to szczególny rodzaj bezwarunkowej miłości człowieka do Boga oraz miłości do drugiego człowieka ze względu na Boga.

### Miłość macierzyńska

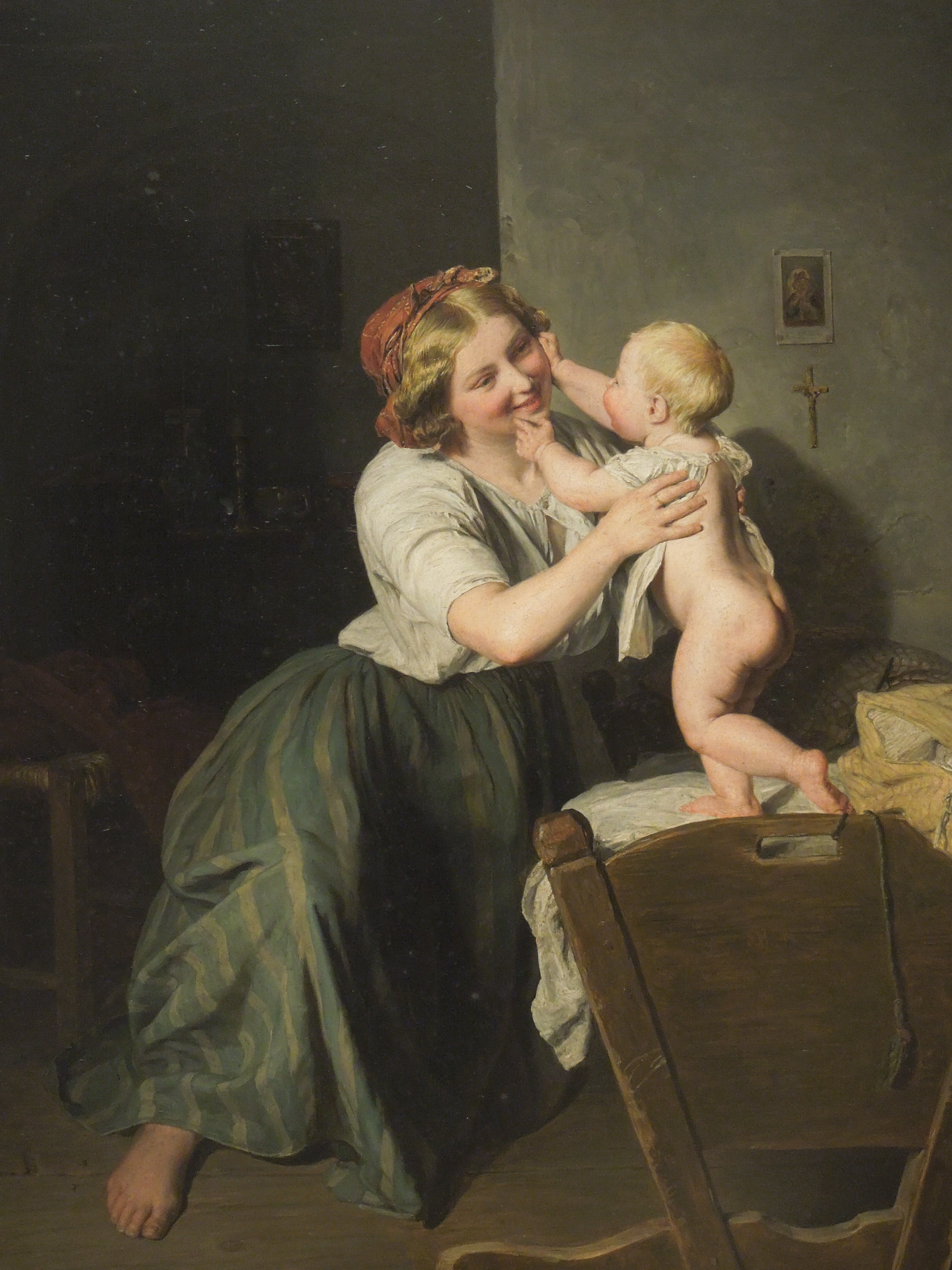
F.G. Waldmüller Macierzyńska błogość

Silna emocjonalna więź matki z dzieckiem była opisywana już w dziełach starożytnych filozofów, a później przez pokolenia myślicieli i pedagogów (Jean-Jacques Rousseau, Friedrich Fröbel, Johann Heinrich Pestalozzi i inni). Friedrich Fröbel opisywał miłość macierzyńską jako ulotną, a równocześnie doświadczaną namacalnie poprzez dotyk dłoni, czuły gest, ciepłe spojrzenie, serdeczny pocałunek i przytulenie” (zob. komunikacja niewerbalna). W pracy o rozwoju dziecka pisał np.:

Naprzód wróćmy tam, gdzie nie tylko pokój matki i dziecka, ale nawet matka i dziecko stanowią jeszcze jedność, gdzie matka niechętnie oddala od siebie dziecię i oddaje je obcym; zobaczmy i posłuchajmy, jak tam matka dziecięciu zwraca uwagę na przedmioty w ruchu: «Słuchaj! ptaszek śpiewa». – «Pies robi hau, hau!» – A potem od czynności do nazwy, od rozwoju zmysłu słuchowego do rozwoju zmysłu wzrokowego: «Gdzie jest ptaszek?» – pyta matka […] Tak to instynkt i miłość macierzyńska zbliża stopniowo do dziecka jego mały otaczający je światek”.

Herbert Spencer zwracał uwagę, że macierzyństwo i rodzicielstwo decydują o biologicznym trwaniu gatunku i pomyślności społecznej. W pismach wielu innych autorów (np. Bronisław Ferdynand Trentowski) znajdują się opinie, że macierzyństwo jest przede wszystkim powinnością – problemy emocji i uczuć często pomijano.
Współcześnie więź matki z dzieckiem jest często analizowana przez biologów ewolucyjnych. Uważa się, że powstała ona w wyniku długiej ewolucji ssaków (w tym człowiekowatych) – zapewnia trwałość rodzin i innych grup społecznych. Jest związana z działaniem układu nagrody.

### Miłość dworska

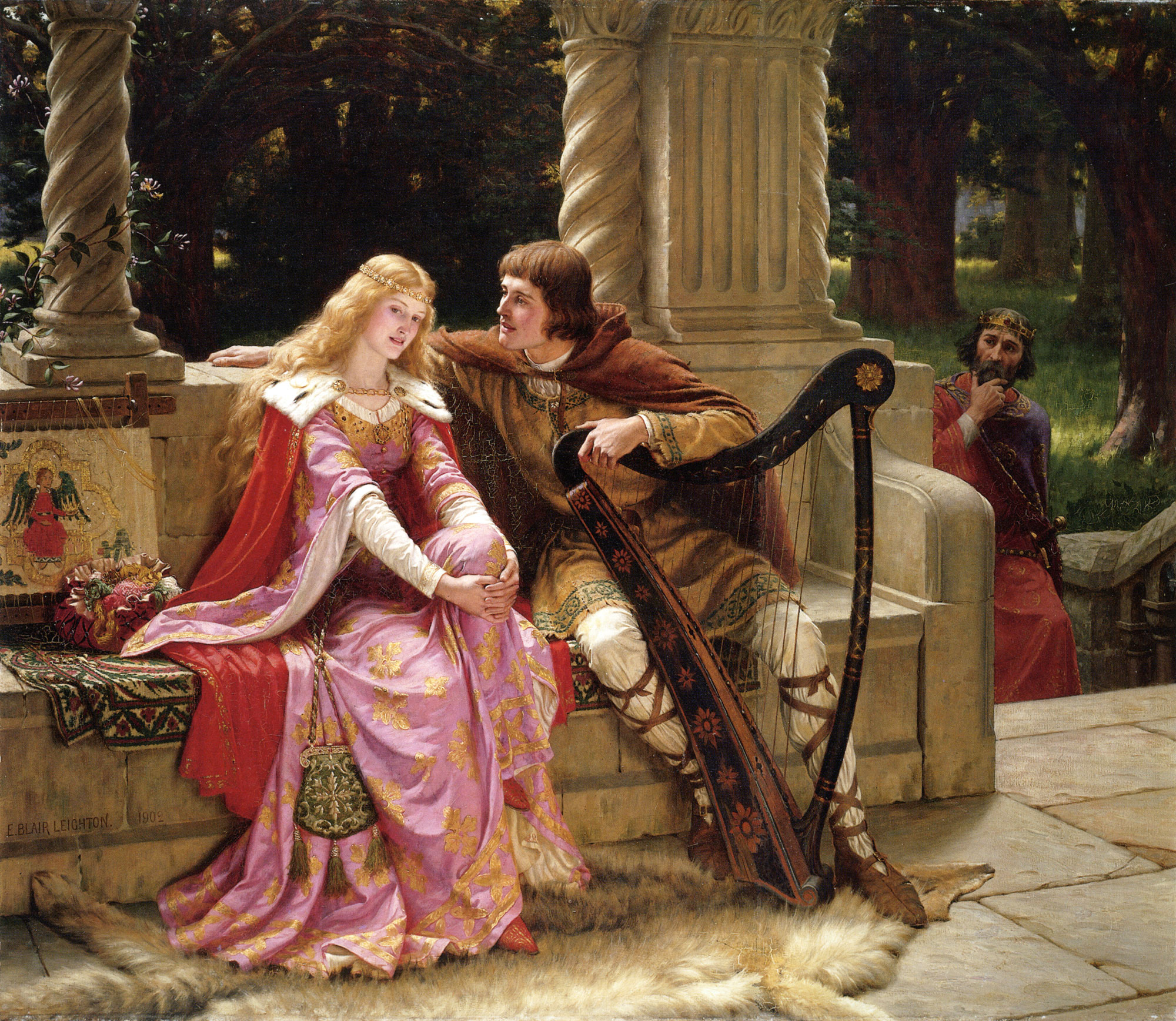
Tristan i Izolda

W czasach średniowiecza małżonkowie w otoczeniu utrzymywali dystans uczuciowy wobec siebie, wszelkie czułości pomiędzy nimi były przedmiotem kpin – dla namiętności publicznej nie było w małżeństwie miejsca. Za to dochodziła ona do głosu, lirycznie wyidealizowana i mocno przesadzona, w dworskiej poezji miłosnej, której przedmiotem stawały się zamężne, nieosiągalne kobiety.
Miłość dworska (fin’ amors, minne) – tematyka miłości idealnej, choć pojawiająca się już wcześniej, była przez długi czas uważana za wkład trubadurów w europejską literaturę. Współczesne określenie „dworska miłość”, które po raz pierwszy pojawiło się pod koniec XIX wieku, jest uproszczeniem zjawiska i powinno być postrzegane przez pryzmat średniowiecznej koncepcji miłości i małżeństwa. Fin’ amors nie jest tylko zjawiskiem literackim, ale istotnym elementem kultury w ówczesnym społeczeństwie. Miłość jest sposobem, by się doskonalić. Obejmuje tęsknotę, sekret, oświecenie, a także maniakalne zmiany nastrojów. Szczególną cechą miłości u trubadurów jest nacisk na jej społeczne i osobiste korzyści. Dworski charakter miłości powoduje specyficzną relację między kochankiem a jego otoczeniem: musi być dyskretny oraz wierny zasadzie decorum – cechy typowe dla kultury, do i dla której się wypowiada.
Idealna miłość jest także interesująca ze względu na swoją złożoność, napięcie, oksymorony i kontrasty: sacrum – profanum, szlachetne – obsceniczne, idealizm – realizm, rozstanie – złączenie. Pozornie jej koncepcja sprzeciwia się religii – pochwała pożądania można przecież przeciwstawić wiecznej miłości chrześcijańskiej lub caritas. Ekstatyczna miłość, wychwalająca wartość jednostki, jest jednak analogiczna do miłości, którą opisywało wielu XII-wiecznych wyznawców (m.in. Bernard z Clairvaux).
Jednocześnie interesujące jest zestawienie mocy przypisywanej kobietom w wielu pieśniach trubadurów z ograniczeniami na nie nakładanymi w rzeczywistości. Tworzy się wyidealizowany obraz kobiet na tle ich podporządkowania w społeczeństwie. Kobiety-trubadurki, tzw. trobairitz, były niewielką grupą należącą do arystokracji, działającą w latach 1170–1260; zachowało się, według różnych źródeł, od 23 do 46 tekstów – w porównaniu z ponad 2500 tekstami autorstwa mężczyzn. Z imienia znanych jest niewiele – należą do nich m.in. Comtessa de Dia oraz Castelloza.

### Miłość erotyczna

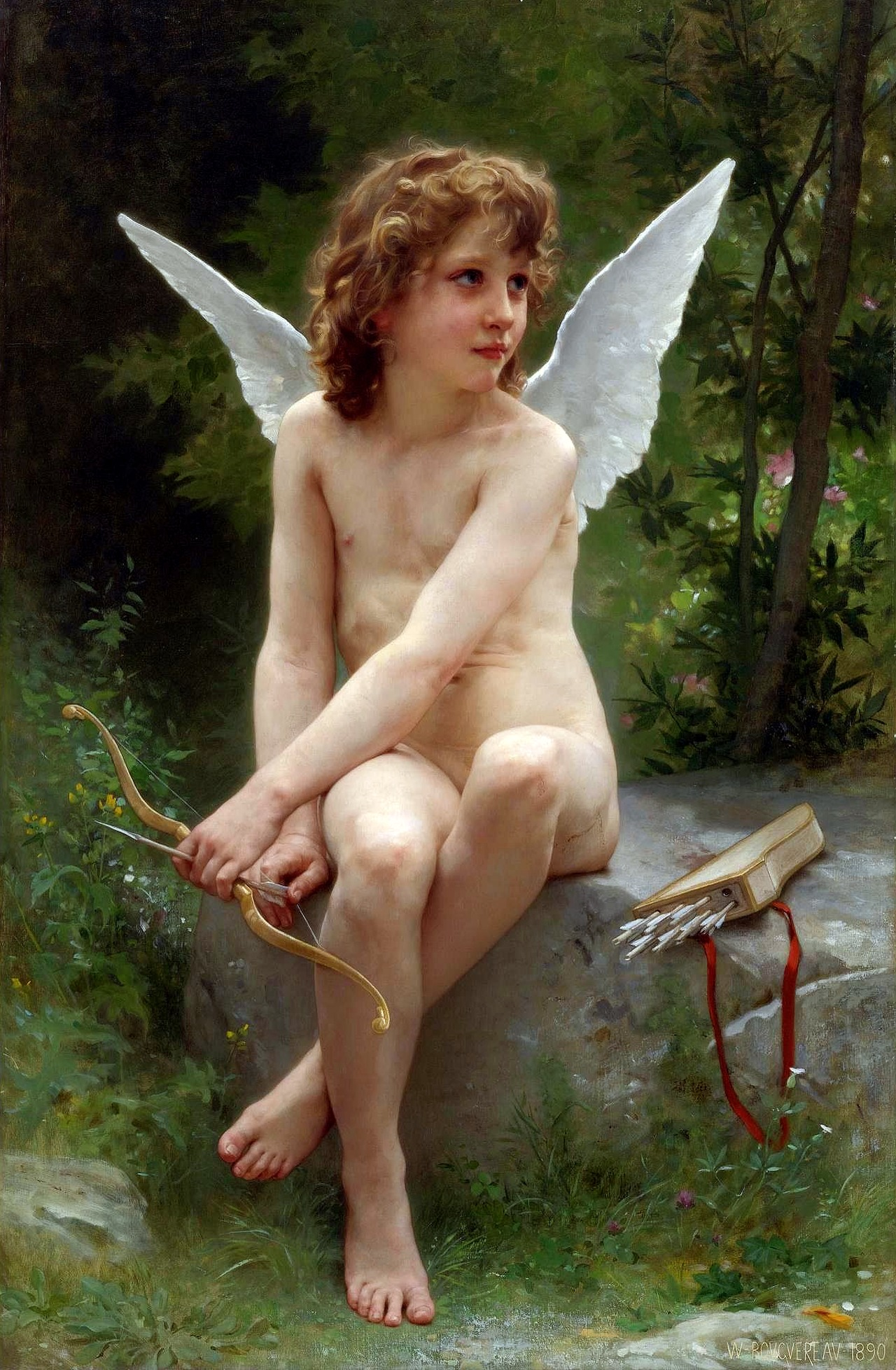
Amor (Kupid, Eros) jest alegorią miłości w sztuce. Powyżej obraz Williama-Adolphe Bouguereau

- Eros (gr., łac. Amor) – miłość twórcza, kreatywna lub romantyczna, w której dominującą rolę odgrywa sentyment, tęsknota, oczarowanie, pragnienie coraz większej pełni.
- Sexus – miłość zmysłowa, realizująca się w zbliżeniach płciowych, oparta na wzajemnym pożądaniu; najczęściej ma swój początek w zakochaniu.

Jezus Chrystus przykazuje miłość, lecz zabrania pożądać, i to nie tylko żony swego bliźniego, lecz zabrania pożądać w ogóle:

Słyszeliście, że powiedziano: Nie cudzołóż! A Ja wam powiadam: Każdy, kto pożądliwie patrzy na kobietę, już się w swoim sercu dopuścił z nią cudzołóstwa.

### Miłość platoniczna
Miłość wzniosła, wyidealizowana, wolna od seksu i zmysłowości, przyjacielska, bezinteresowna, lojalna i wierna. Stanowi motyw w literaturze i sztuce od czasów renesansu.
Koncepcja miłości platonicznej wywodzi się z pism Platona (w szczególności z jego Uczty). Współczesne znaczenie ma jednak niewiele wspólnego z pierwowzorem. U Platona miłość była drogą wiodącą ku wyższym formom poznania, od miłości cielesnej, w szczególności homoseksualnej, ku poznaniu ideom dobra i piękna. W okresie renesansu, starano się pogodzić nauki Platona z chrześcijaństwem, które potępiało homoseksualizm. Doprowadziło to do reinterpretacji Platona, początkowo przez włączenie w tę koncepcję również miłości heteroseksualnej, a następnie poprzez wypracowanie pojęcia miłości platonicznej, jako miłości czysto duchowej.

## Miłość a małżeństwo
Przez wiele wieków miłość nie wpływała bezpośrednio na losy założenia rodziny. W Europie preindustrialnej znaczenie małżeństwa polegało zazwyczaj na połączeniu własności i umacnianiu pozycji społecznej rodziny – tzw. „małżeństwo z rozsądku” stanowiło wówczas pewien standard postępowania, i niewiele było w nim miejsca dla miłości. Jednakże ostatnich kilkadziesiąt lat XX wieku pokazuje, że charakter więzi małżeńskiej uległ znacznej zmianie i współcześnie małżeństwo jest w większym stopniu oparte na wzajemnym uczuciu małżonków. Upowszechnił się zwyczaj zawierania małżeństw tylko na podstawie przesłanek emocjonalnych. Można nawet pokusić się o stwierdzenie, że miłość w społeczeństwach industrialnych odnalazła swoją ukrytą moc – stała się źródłem decyzji o utworzeniu rodziny, a więc kolejnej po małżeństwie podstawowej instytucji społecznej. Również w społeczeństwach postindustrialnych, mimo rozlicznych zjawisk osłabiających kondycję wszelkich sformalizowanych związków międzyludzkich, miłość poszukuje swojego słusznego miejsca w małżeństwie i znacząco pomaga w wyborze współmałżonka. W świecie coraz bardziej zawiłych reguł porządku społecznego, dwoje ludzi z pomocą miłości dobierają się wzajemnie i następnie łączą w pary – w sytuacji kiedy nie pomoże im już ani ich najbliższa rodzina ani swat.

## Teorie miłości

### Konstruktywizm społeczny
Treść tego artykułu może nie być zgodna z zasadami neutralnego punktu widzenia.
Dokładniejsze informacje o tym, co należy poprawić, być może znajdują się w dyskusji tego artykułu.
 Po wyeliminowaniu niedoskonałości należy usunąć szablon {{Dopracować}} z tego artykułu.
W świetle teorii konstruktywistycznych miłość, tak jak rozumieją ją Europejczycy i Amerykanie, istnieje jedynie w zachodniej rzeczywistości społecznej i dla wielu ludzi jest ona po prostu obca – to bardzo charakterystyczny „konstrukt” społeczny, ukształtowany w długiej historii kultury euroamerykańskiej. Instytucja społeczna spełniająca pewne cele społeczne – to społeczna iluzja, utopia konsumpcyjna i współczesna post religia. W myśl konstruktywizmu nie ma innej rzeczywistości niż kulturowa i w związku z tym nie ma innej miłości od tej, która jest produktem społeczeństwa. W myśl konstruktywistycznych teorii miłości, uczucie to nie jest niczym więcej, jak tylko społecznym scenariuszem, iluzją, by podtrzymać strukturę społeczną w „należytym porządku”, rytuałem i wdrukowanym w umysły schematem poprawnego postępowania w zakresie fizycznej reprodukcji. Miłość w wersji europejskiej jest zjawiskiem w świecie wyjątkowym i niespotykanym nigdzie tam, gdzie nie ma telewizorów i rozwiniętego kapitalizmu, narzucających Europejczykom społecznie uzgodniony scenariusz postępowania w seksie. Miłość wydaje się jedyną rzeczą prawdziwie mistyczną w kulturze ponowoczesnej, w której wszystko już stało się nudne, bo zdemistyfikowane. Miłość jest tak „niezwykła”, „pasjonująca”, „metafizyczna” i „nie da się jej wyrazić słowami” dlatego, że taki jej scenariusz akurat obowiązuje. Taką właśnie miłością karmi się hollywoodzki film, i repertuar pop-szansonistek, które gdyby miłosny mit nie istniał nie miały by o czym śpiewać. Taka właśnie miłość ukazuje najpełniej swoje współczesne konsumpcyjne i kiczowate oblicze w Święto Zakochanych (Dzień Świętego Walentego).
Nieprzewidywalność i ekstatyczność miłości erotycznej nie jest tak nieprzewidywalna, ani tak ekstatyczna jak się ludziom wydaje. Przeciwnie w pełni poddaje się kontroli społecznej i społecznym regułom, jest symbolicznym kodem komunikacji, co powoduje, że jest przez to funkcjonalna – służy wyraźnie określonym celom społecznym. Musi być wszechogarniająca i nieprzezwyciężalna, niczym siły nadprzyrodzone, aby jednostki czuły się zmuszone do założenia „podstawowej komórki społecznej” i płodzenia potomstwa zgodnie z panującymi w danej kulturze wzorcami. Musi być taka, aby ci, którzy kochają nie mieli innego wyjścia aby ich wybory seksualne były społecznie przewidywalne. Społeczeństwo w drodze internalizacji uczy postaw i wartości, tego jak taka nieprzewidywalność miłości ma w praktyce wyglądać.
Innymi słowy miłość romantyczna to ukształtowana w procesie historycznym „fanaberia” kultury euroamerykańskiej. Kulturowej genezy miłości erotycznej dowodzi choćby jej historyczna zmienność. Korzenie współczesnej postaci miłości erotycznej sięgają daleko w przeszłość i prowadzą na Półwysep Arabski, gdzie muzułmańscy Beduini na długo przed Europejczykami sławili rozkosze miłości w swych pieśniach. Ich obyczaje cechowała daleko posunięta tolerancja dla swobody seksualnej, co poskutkowało tym, że w tej swobodnej atmosferze narodziła się idea, wedle której dwoje ludzi może tak kochać siebie nawzajem, iż przestaje ich obchodzić cały świat. Wynalazek muzułmański został w drodze radykalizacji religii islamskiej jednak odrzucony a wzorzec płomiennych uczuć, podpatrzony u arabskich najeźdźców w Hiszpanii, zmodyfikowali nieco francuscy trubadurzy i rycerze (arabskie słowo tarab oznacza muzykę i podobno od niego bierze swój źródłosłów termin „trubadur”). Nie jest więc chyba przesadą w tym kontekście stwierdzenie, że miłość wymyślili Guilhelm z Akwitanii, Jaufre Rudel, Bertran de Born, Arnaud Daniel, Pere Vidal, Peire Cardenal, Bernart de Ventadorn, Arnaud de Maruelh i Marcabru. Zrobili to w przeciągu trzech wieków, XI, XII i XIII, w ogarniętej religijną pasją, podzielonej na księstwa zachodniej Europie. Byli trubadurami, nadwornymi pieśniarzami wynoszącymi pod niebiosa w balladach walory swoich dam serca, niedostępnych im fizycznie i oddzielonych od nich z racji wysokości urodzenia. Ich zajęciem stało się zatem, z konieczności „miłowanie z oddali”, którego wzór przetrwał po dziś dzień w niezrozumiałym dla przedstawicieli wielu innych kultur zamiłowaniu Europejczyków do „niespełnionych kochanków” i „niespełnionej miłości”.
Średniowieczni śpiewacy podchwycili najpierw arabskie pieśni, potem niesione w nich miłosne innowacje, jednak feudalna struktura społeczna, surowość chrześcijańskich reguł postępowania oraz chrześcijańska doktryna umiłowania Boga dała w efekcie nie miłość swawolną i nieskrępowaną, ale połączenie w postaci „miłości niespełnialnej”. Europejczycy podchwycili w szczególności dwa spośród arabskich wynalazków. Pierwszy to idealizacja kobiet, drugi istotniejszy – to idea „komunii dusz” zakochanych. Ciało ludzkie było w średniowieczu w niewielkim poważaniu, szybko niszczało poddawane nieuleczalnym wówczas chorobom, ginęło na wojnach, a czasem nawet starzało się, co musiało poskutkować oderwaniem miłości od człowieczej, niedoskonałej cielesności. Komunia dusz dwojga zakochanych, ich transcendentne spotkania korespondowały blisko z pośmiertnym spotkaniem z Chrystusem. W efekcie jest to koncepcja miłości, w której uznaje się jej „transcendentalną naturę”. „Prawdziwa miłość” jest tym samym w społecznym przekonaniu ponad naturalna.
Niekoniecznie jednak za jej kształt odpowiadają tylko i wyłącznie oszołomieni na odległość urokiem swoich dam bardowie, błędni rycerze i niespełnieni kochankowie w rodzaju Abelarda i Heloizy. Historia społeczna próbuje przekonać, że do średniowiecznej spuścizny w dziedzinie obyczajowości seksualnej każde następne pokolenie aż do rozkwitu ery kapitalistycznej dodawało kolejne elementy. Miłość jest więc ukształtowanym w specyficznych warunkach historycznym tworem kulturowym, efektem nakładania się „kolejnych warstw” na koncepcję komunii dusz: idei poetów romantycznych czy dobrodziejstw i sprzeczności kapitalistycznego systemu gospodarczego.
Księżycowo-randkowy scenariusz funkcjonuje w kulturze zachodniej od niedawna, ale już stał się na tyle dominujący, by przeciętny Amerykanim czy Francuz przekonani byli o jego naturalności i odwieczności. Określenie dating, czyli umawianie się na randki, zostało użyte po raz pierwszy dopiero w roku 1896 i nie od razu randka musiała oznaczać kontemplację księżyca. Wszystkie atrybuty romantycznego spotkania „zakochanych”, a więc wieczorny spacer, spoglądanie w gwiazdy, romantyczna kolacja przy świecach, Taniec towarzyski czy bukiet czerwonych róż były stopniowo dodawane do repertuaru randki, a w pełnej wersji romantyczna konwencja miłości, taki banalny romantyzm, zwany często opcją księżyca i róż, pojawił się dopiero po drugiej wojnie światowej w Stanach Zjednoczonych. Skoro celem spotkania był dobór małżeński, to nie może dziwić, że interakcje odbywały się w otoczce podobnych, jeśli nie takich samych rekwizytów. Z czasem tylko takie rekwizyty i tylko taki schemat zostały społecznie uznane za romantyczne. Konstruktywiści negują również i realność (obiektywne istnienie i naturalne pochodzenie) emocji jakie taka podksiężycowa sytuacja może wywołać. Syndrom niespania i niejedzenia, który endokrynolodzy uważają za efekt wydzielania się amfetaminopodobnej fenyloetyloaminy u ludzi pozostających w stanie zakochania to jedynie oznaka nadążania jednostki za kulturowym wzorcem przeżywania miłosnego zauroczenia. Kto może jeść i spać, w myśl kultury zachodniej, nie kocha prawdziwie. Dlatego również emocje generowane podksiężycowym spacerem są wytworzone społecznie, identycznie jak sytuacja randki.
Ulrich Beck pisze, że w ponowoczesnych, postkapitalistycznych, zlaicyzowanych społeczeństwach to właśnie miłość erotyczna zajmuje miejsce religii. Miłość sama stała się tutaj swego rodzaju postreligią, czy też wszechobowiązującą ideologią – zastąpiła bowiem Boga, marksizm czy wiarę w rynek. Pozostając społeczną fikcją, jest ważna, bo teraz to właśnie ona wskazuje cele.
Niewątpliwie skutkiem ubocznym oparcia współczesnych związków małżeńskich na miłości jest wysoki wskaźnik rozwodów. Wzorzec romantycznej miłości rozpowszechniają media – tym samym dając do zrozumienia, że romantyczna miłość to coś, co może przydarzyć się każdemu. Miłość ma w tym sensie potencję czegoś, co może się wydarzyć w przyszłości, i do czego, z racji przyjemności, która jest w miłość wbudowana należy za wszelką cenę dążyć (czego kosztem są ustawiczne procesy budowania i zrywania związków). Stąd tęsknota za wielką, wieczną miłością i w jej imieniu, nieustanne poszukiwania, które rozbijają związek za związkiem. Mimo że panuje przekonanie, że małżeństwo oparte na miłości powinno być „wieczne”, gdy tylko „coś się zepsuje”, natychmiast dochodzi do zrywania więzi. Dążenie do realizacji potrzeby romantycznej miłości, która – kiedy się wydarza – słabo też koresponduje z dążnością do samorealizacji i jednostkowej autonomii, ponieważ uzależnia od drugiego człowieka.

### Teorie psychologiczne

#### Psychologia ewolucyjna
Psycholodzy ewolucyjni dowodzą, że miłość erotyczna pojawiła się u ludzi by pełnić kluczową rolę w procesie doboru naturalnego.

#### Teoria miłości Sternberga
Według Roberta Sternberga miłość można opisać przy pomocy trzech zasadniczych składników. Są to namiętność (pasja), intymność (bliskość) i decyzja/zobowiązanie (zwana też tu za B. Wojciszke zaangażowaniem). Cechy ulegają ciągłej przemianie w czasie trwania związku.

##### Intymność
Intymność, czyli bliskość, to wszelkie pozytywne uczucia i działania wzmagające przywiązanie partnerów.
Według Sternberga, na tak pojmowaną intymność składają się:
- pragnienie dbania o dobro partnera,
- przeżywanie szczęścia w obecności partnera i z jego powodu,
- szacunek dla partnera,
- przekonanie, że można na niego liczyć w potrzebie,
- wzajemne zrozumienie,
- wzajemne dzielenie się przeżyciami i dobrami duchowymi i materialnymi,
- dawanie i otrzymywanie uczuciowego wsparcia,
- wymiana intymnych informacji,
- uważanie partnera za ważny element własnego życia;

Emocje składające się na intymność są w dużej mierze wynikiem komunikacji między partnerami i rozumienia potrzeb osoby kochanej.

###### Dynamika
W początkach miłości intymność jest niska, rośnie ona stopniowo wraz z czasem trwania związku i jeszcze wolniej opada po osiągnięciu swego maksimum.

##### Namiętność
Namiętność to przeżywanie silnych emocji zarówno pozytywnych, jak i negatywnych. Gdy intensywność namiętności jest wysoka, przeżywa się takie emocje jak pożądanie, radość, podniecenie, tęsknotę, zazdrość, niepokój. Stanom tym towarzyszy silna motywacja do połączenia się z obiektem miłości, fizycznej bliskości, kontaktów seksualnych. Często miłość utożsamiana jest z namiętnością.

###### Dynamika
W początkowym etapie zakochiwania się namiętność jest bardzo silna i niepodatna na świadome kierowanie. Na to, czy w danym związku jest namiętność czy jej nie ma, nie mamy wpływu. Tak jak szybko namiętność rośnie, tak samo szybko spada i choć jest to fakt nieunikniony, spadek namiętności nie jest równoznaczny z końcem miłości.

##### Zaangażowanie
Zaangażowanie (decyzja/zobowiązanie) w utrzymanie związku to wszelkie działania mające na celu przekształcenie miłości w trwały związek. Jest to świadoma decyzja co do tego, czy chcemy zostać w danym związku, czy jest on dla nas satysfakcjonujący. Jest to więc składnik miłości, którego nasilenie sami kontrolujemy. Silne zaangażowanie może być czynnikiem skutecznie podtrzymującym dany związek. W parach zadowolonych z małżeństwa, zaangażowanie jest zazwyczaj najsilniejszym składnikiem podtrzymującym uczucie miłości w danym związku.

###### Dynamika
Wraz z początkiem miłości, gdy dwoje ludzi decyduje się na bycie razem, zaangażowanie stopniowo rośnie. Gdy osiągnie ono swój maksymalny poziom, to zazwyczaj utrzymuje się na nim do końca trwania związku.

##### 7 form miłości
Według Sternberga:
- lubienie: bliskość, ale bez zaangażowania czy namiętności.
- zadurzenie: namiętność bez zaangażowania czy bliskości.
- pusta miłość: zaangażowanie bez namiętności czy bliskości.
- romantyczna miłość: bliskość i namiętność, ale bez zaangażowania.
- niedorzeczna miłość: zaangażowanie i namiętność, ale bez bliskości.
- partnerska miłość: zaangażowanie i bliskość, ale bez namiętności.
- miłość doskonała: zaangażowanie, bliskość i namiętność.

##### Fazy związku
Poszczególne fazy związku według Sternberga:
1. Faza zakochaniaZaczynają rozwijać się trzy składniki, przy czym najsilniej przybiera na sile namiętność. Pojawiają się symptomy charakterystyczne dla miłości.
2. Faza romantycznych początkówCharakteryzuje się wzrostem intymności. Jest zazwyczaj krótkotrwała. Rozbudzeni namiętnością partnerzy zaczynają częściej się spotykać, rozmawiać o sobie, lepiej się poznawać, efektem tego jest wzrost intymności. Pojawia się także decyzja co do utrzymania związku i przechodzi on w fazę trzecią.
3. Faza związku kompletnegoWystępują tu wszystkie trzy składniki, co zazwyczaj wiąże się z podjęciem decyzji o ślubie, zamieszkaniu razem, a więc decyzji co do trwania danego związku. Jest to faza najbardziej zadowalająca dla partnerów, a także najbardziej nasycona emocjami. Osiągają oni najwyższy stopień intymności. Podobnie teraz ich zobowiązanie jest bardzo mocne. Koniec tej fazy jest jednoznaczny z nieuchronnym końcem namiętności. Nagłe osłabnięcie namiętności wyznacza wejście w fazę czwartą.
4. Faza związku przyjacielskiegoJest pozbawiona składnika namiętności, który jeśli był utożsamiany z samą miłością, może oznaczać, że w danym związku miłość wypaliła się. Dla wielu ludzi wejście w fazę związku przyjacielskiego oznacza najbardziej satysfakcjonujący okres dla ich związku. Uwzględniając fakt, że w fazie tej dominuje zaangażowanie, które jest zależne od naszej woli, jak i intymność, która tylko po części także jest od niej zależna, możemy stwierdzić, że przedłużenie tej fazy jest zależne od woli obojga partnerów. Problemem może być dla nich podtrzymanie intymności na wysokim poziomie, a więc wzajemne zaufanie, lubienie się, chęć pomagania i otrzymywania pomocy. Jeśli nie uda się podtrzymać intymności, związek przechodzi w ostatnią z faz.
5. Faza związku pustegoJedynym składnikiem podtrzymującym związek jest zaangażowanie, więc należy się liczyć z możliwością, że któryś z partnerów zapragnie zmiany i zrezygnuje z dalszego trwania takiego związku. Jest to faza, która nie musi pojawić się w związku, o ile partnerom uda się podtrzymać intymność. Jednak w momencie spadku intymności, zaangażowanie może również podtrzymywać dany związek z równie dobrym rezultatem. Jeżeli dochodzi do tej fazy najczęściej związek przechodzi w fazę szóstą.
6. Rozpad związku

##### Wariant dynamiczny modelu Sternberga według B. Wojciszke

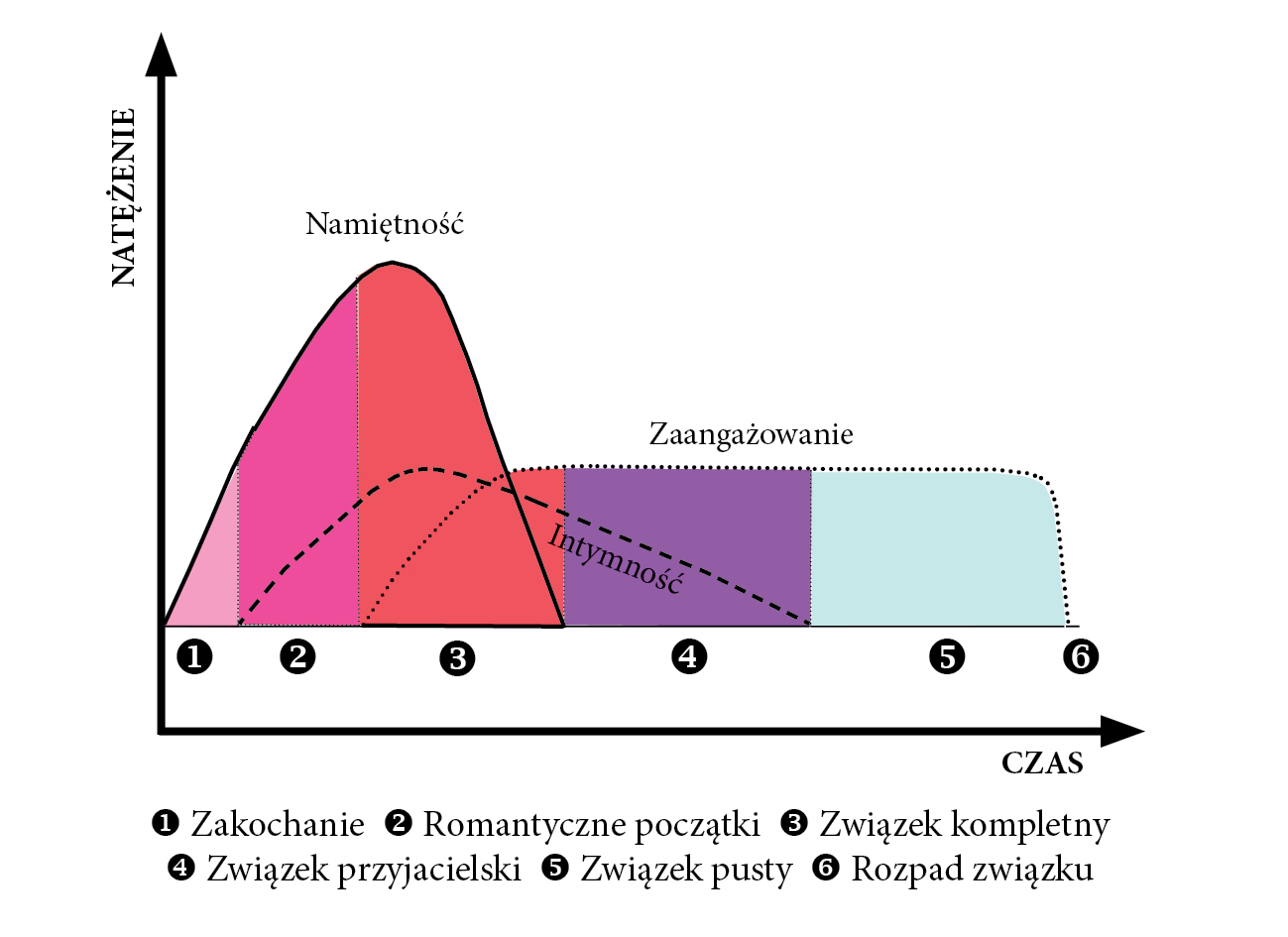
Wariant dynamiczny modelu miłości Sterneberga według B. Wojciszke, 2010 (modyfikacja J. A. Kowalski, 2011)

B. Wojciszke badał dynamikę miłości, jej przebieg, cykliczne zmiany jej postaci i intensywności. Okazuje się, że każdy z głównych komponentów miłości ma swoją własną dynamikę, w dużym stopniu niezależną od dynamiki pozostałych elementów. Nakładając na siebie wykresy typowej dynamiki zmian trzech komponentów miłości, autor wyróżnia 5 jej faz. W każdej z tych faz dominuje inna postać miłości, a nazwy poszczególnych faz przypominają typy miłości przewidziane w teoretycznym modelu Sternberga.
Punktem wyjścia w miłości jest – zdaniem B. Wojciszke – najczęściej nagły przypływ erotycznego zainteresowania jakąś osobą, czyli zakochanie. Odwzajemniona namiętność prowadzi do stopniowego nasilania się wzajemnych kontaktów oraz do wprowadzania do relacji miłosnej coraz większej dawki intymności. Związek wchodzi w fazę romantycznych początków. Jeśli partnerzy zaangażują się emocjonalnie, dojdą do przekonania, że związek powinien być kontynuowany, to tworzą związek kompletny. Wygaśnięcie namiętności prowadzi do związku przyjacielskiego, którego podstawą pozostaje intymna bliskość oraz poczucie wspólnoty. Zanik intymności u takiej pary prowadzi z kolei do tak zwanego związku pustego, w którym partnerów łączy już tylko wspólnota pewnych celów życiowych. Wycofanie zaangażowania jednej ze stron oznacza rozpad związku.

#### Model Ira Reiss
Model ten polega na założeniu, że w procesie miłości poszczególne składniki wpływają na siebie wzajemnie w zależności od stopnia nasilenia pozostałych komponentów. Ewolucja związku jest metaforą obrotu koła.
1. Zrozumienie,
2. Współzależność,
3. Ujawnienie siebie,
4. Spełnianie się osobowości i realizacja potrzeb.

#### Teoretyczny model miłości Johna Lee
John Lee wyodrębnił sześć typów miłości. Jednostkę może charakteryzować bądź jeden z typów miłości, bądź też może reprezentować ich kombinację. Lee wyróżnił trzy typy podstawowe (pierwotne) i trzy pochodne (wtórne).
Do podstawowych zaliczamy:
- storge

Miłość zrównoważona, czuła, przyjacielska w której partnerów silnie łączy intymność i założenie, że bez względu na wszystko zostaną przyjaciółmi. Intymność fizyczna pojawia się później i rzadko, jeśli wystąpi, staje się źródłem radości. Miłość tego typu porównać można do miłości między rodzeństwem. Najważniejsze jest, by być z partnerem duchowo i jako jego najlepszy przyjaciel. Dla tego typu miłości drobne przeszkody są do pokonania. Nawet czasowe rozłąki nie stanowią dla niej problemu.
- eros

Miłość eros jest odpowiednikiem miłości romantycznej. Charakterystyczne dla tego typu miłości jest zafascynowanie kochaną osobą. Osoby prezentujące ten typ wierzą w miłość od pierwszego wejrzenia i jest to wręcz pożądane by w taki właśnie sposób zakochać się i stworzyć związek doskonały, w którym miłość będzie wieczna. Partnerzy pragną być do siebie podobni, jak najwięcej czynności wykonywać wspólnie. Charakterystyczny też jest silny pociąg fizyczny, dlatego też dość wcześnie uwzględniany jest element seksualności. Partnerom zależy na tym, by drugiej osobie dostarczać jak największej ilości przyjemności, w tym także w sferze seksu.
- ludus

Ludus traktuje miłość jako zabawę. W grze tej polega głównie na tym by zwyciężyć, a więc wykazać się większymi zdolnościami, dowieść swej wyższości nad partnerem. Seks w takim związku, to forma zaspokojenia jedynie własnych przyjemności. Jeśli w sferze seksualnej wystąpią jakieś problemy, to zamiast starać się je rozwiązać, przedstawiciele tego typu miłości poszukają raczej nowego partnera. W wyrażaniu ludus nierzadko obserwuje się koncentrację na własnej osobie.
Typy te łączą się z sobą i tworzą:
- manię (jako kombinację eros i ludus),

Miłość maniakalna jest intensywna i obsesyjna, często myśl o partnerze jest przyczyną ciągłego lęku przed jego utratą. Polega na stałej potrzebie podtrzymywania uczuć i uwagi przez partnerów, a także nieustannego rozpraszania wątpliwości co do wierności i zaangażowania.
- pragmę (ludus i storge),

Pragma to miłość praktyczna. Przedstawiciele tego typu inwestują w miłość. Jest to dla nich kalkulacja zysków i strat jakie mogą osiągnąć angażując się w dany związek. Związek jest możliwy tylko z partnerem, który odpowiada tak kochającym osobom ze względu na pochodzenie i warunki życiowe.
- agape (eros i storge).

Miłość agape jest miłością ofiarną, pełną poświęcenia i troski o drugą osobę. W miłości tej łatwo zapomina się o sobie myśląc o szczęściu partnera. Jest to moralny ideał miłości w etyce chrześcijańskiej, jak i innych religii. Oznacza troskę o osobę kochaną bez oczekiwania czegokolwiek w zamian.
Badania Lee wykazały, że do miłości pragmatycznej i storgicznej bardziej skłonne są kobiety niż mężczyźni, którzy z kolei manifestują styl erotyczny i ludyczny.
Lee porównywał te sześć typów miłości z paletą barw: „Tak jak wszystkie kolory pochodzą od trzech podstawowych, tak wszystkie style miłości dadzą się wyprowadzić z trzech podstawowych stylów”.

#### Koncepcja Bardisa
Bardis zakłada istnienie trzech rodzajów potrzeb:
- potrzeby fizyczne
- potrzeby psychologiczne
- potrzeby społeczne

Gdy partnerzy zaspokajają swoje potrzeby w równej mierze i na wysokim poziomie miłość jest kompletna. Gdy potrzeby zaspokajane są na niskim poziomie, bądź tylko niektóre z nich, miłość jest niepełna.
Uwzględniając siłę zaspokajania określonych potrzeb, Bardis podzielił miłość na trzy typy:
- typ Orfeusza i Eurydyki

Potrzeby fizyczne, psychologiczne i społeczne są dostrzegane przez każdego z partnerów i zaspokajane na równym, zadowalającym poziomie. Jest to miłość silna, dająca satysfakcję obu stronom.
- typ Zeusa

To miłość niepełna. Charakteryzuje się przecenianiem potrzeb fizycznych przez jednego lub obydwoje partnerów z równoczesnym niedocenianiem potrzeb niefizycznych.
- typ Penelopy

Miłość Penelopy jest również odmianą miłości niepełnej. Nadmiernie cenione są potrzeby niefizyczne, zaś niedoceniane zostają potrzeby fizyczne.

## Endokrynologia miłości
Stan emocjonalny zakochania wiąże się z podwyższonym poziomem fenyloetyloaminy (PEA) i dopaminy, powstaniem nowych pętli neuronalnych oraz reakcjami fizjologicznymi na osobę, w której jesteśmy zakochani takimi jak pocenie się dłoni, przyśpieszone bicie serca (wynik działania noradrenaliny). Te same reakcje wywołuje strach i stres. W nieco ponad połowie przypadków poziomy hormonów wracają do normy w ciągu 3–8 lat (choć mogą również wcześniej) od momentu podwyższenia. W pozostałych przypadkach pojawia się nowy stan równowagi, za który odpowiada oksytocyna, wazopresyna i serotonina, a który można określić jako przywiązanie.
Ponadto:
- testosteron odpowiada u obydwu płci za pożądanie seksualne,
- dopamina odpowiada u obydwu płci za „uskrzydlenie”,
- oksytocyna u kobiet odpowiada za uczucia bliskości i przywiązania – jest ona wydzielana m.in. w trakcie orgazmu, przy porodzie, przy karmieniu piersią,
- wazopresyna odpowiada za bliskość i przywiązanie u mężczyzn.